# Terbeschikkingstelling (onderwijs)
Terbeschikkingstelling of kortweg TBS is in België een vorm van vervroegd uitstappen voorafgaand aan het pensioen voor leraars, vergelijkbaar met het brugpensioen in de privésector. Leraars kunnen vanaf 58 jaar in het lager en middelbaar onderwijs en vanaf 56 jaar in het kleuteronderwijs met TBS gaan.
Het systeem van TBS werd door de Vlaamse overheid ingesteld om de tewerkstelling in het onderwijs te reguleren. Enerzijds wil men tegemoetkomen aan de wens van sommige leraars om vervroegd uit te treden, anderzijds wil men jonge leerkrachten sneller de kans geven een baan in het onderwijs aan te vatten. De benaming geeft aan dat men nog beschikbaar is voor de arbeidsmarkt, al zal dat vaak een wassen neus zijn. De TBS’er blijft formeel in dienst van zijn werkgever en de leerkracht die TBS bekomt, ontvangt een wachtgeld dat lager ligt dan het loon, maar behoudt enkele voordelen, zoals de opbouw van pensioen-anciënniteit en andere bijdragen voor de sociale zekerheid. Er zijn verscheidene deelregelingen die men voltijds of deeltijds kan aanvragen.
Het Rekenhof, dat in 2007 de regeling voor TBS voorafgaand aan het rustpensioen onderzocht, stelde vast dat de doelstellingen onvoldoende toegespitst zijn en dat kosten en werkzaamheid moeilijk vastgesteld kunnen worden. Ruim zes op tien van de in aanmerking komende leraren maakt gebruik van de regeling, de meesten in het gewoon basisonderwijs. Verder maken vrouwen veel meer gebruik van deze regeling dan mannen.

## Afschaffing vanaf 2012 (tweede kwartaal)
De Vlaamse regering en de vakbonden sloten op 11 mei 2012 een akkoord. De TBS-regeling wordt met twee jaar ingekort voor kleuteronderwijzers en afgeschaft voor de andere personeelsleden. Wie op 1 april 2012 aan alle voorwaarden voor TBS voldeed, kan nog vertrekken volgens de oude voorwaarden. Er komt een overgangsperiode voor personeelsleden die net uit de boot vallen.

## Deelregelingen
- TBS voorafgaand aan het rustpensioen
- TBS wegens persoonlijke aangelegenheden (TBSPA)
- TBS wegens ontstentenis van betrekking (TBSOB)
- TBS wegens bijzondere opdracht
- TBS wegens ziekte of gebrekkigheid

### Voorafgaand aan het rustpensioen
De regel is dat een oudere leerkracht slechts TBS kan aanvragen als daarvoor een jongere in de plaats wordt aangenomen.

### TBSOB
Wie gebruikmaakt van TBSOB kan een passende functie die bij zijn werkgever vrijkomt opeisen; anderzijds kan de school zijn leraar verplichten een dergelijke functie te aanvaarden. Een godsdienstleraar hoeft echter geen aanstelling voor een ander vak te aanvaarden; evenmin is een andere docent verplicht godsdienst te gaan doceren.

### Bijzondere opdracht dan wel ziekte of gebrekkigheid
Een overeenkomstig deze deelregelingen ter beschikking gesteld personeelslid kan gedurende twee jaar zijn aanspraken op bevordering en op een hoger salaris doen gelden.

## Nederland
De Nederlandse vervroegde uittreding (VUT) en prepensioen zijn evenals TBSOB uittredingsregelingen, maar zijn bedoeld voor alle oudere tewerkgestelden, niet alleen voor werknemers in het onderwijs.

### VUT
De vutter verlaat de dienstbetrekking definitief; vervanging door jongeren is welkom, maar geen oogmerk van de regeling. Ook wordt de toegang tot de VUT bepaald in cao-onderhandelingen; gewoonlijk ligt de toegangsleeftijd tussen de 60 en 63 jaar. De VUT-regeling is te star gebleken en wordt geleidelijk vervangen door de prepensioenregeling, waarbij de werknemer spaart om zijn uittreding te bekostigen en zelf tot op zekere hoogte het tijdstip van uittreden bepaalt.